# Live of KAT-TUN "Real Face"
『Live of KAT-TUN　“Real Face”』は、日本の男性アイドルグループ、KAT-TUNの4枚目のDVD。

## 概要
2006年3月28日から5月14日までの、全国9都市でのコンサートツアーの模様を収録した作品である。
特典映像として、 2006年5月6日横浜アリーナ公演でのソロ曲と「YOU」のビデオ・クリップを収録。
- 2枚組である。
- 20ページブックレット

## 収録内容

### 本編映像

#### DISC1
1. Overture
2. Real Face
3. ハルカナ約束
4. Le ciel ～君の幸せ祈る言葉～
5. GLORIA
6. FIGHT ALL NIGHT
7. GOLD
8. NEVER AGAIN
9. SHORTY - 田中聖
10. 誓心 - 田口淳之介
11. 00'00'16 - 亀梨和也
12. ONE ON ONE - 田中聖・中丸雄一
13. フリーズ
14. SHE SAID...
15. RUSH OF LIGHT
16. ノーマター・マター
17. BLUE TUESDAY
18. SPARKING - 上田竜也
19. MY WEATHER - 中丸雄一
20. PINKY - 赤西仁
21. SPECIAL HAPPINESS - 亀梨和也・田口淳之介
22. I LIKE IT

#### DISC2
1. BUTTERFLY - 赤西仁・上田竜也
2. WILDS OF MY HEART
3. ピカピカ II
4. ツキノミチ
5. PRECIOUS ONE
6. Real Face
7. Peacefuldays
8. Will Be All Right
9. ハルカナ約束

### 特典映像
Disc 2
1. 00'00'16 - 亀梨和也
2. PINKY - 赤西仁
3. 誓心 - 田口淳之介
4. SHORTY - 田中聖
5. SPARKING - 上田竜也
6. MY WEATHER - 中丸雄一
7. YOU（ビデオクリップ）